# Sadeyaka, Eskipazar
Sadeyaka là một xã thuộc huyện Eskipazar, tỉnh Karabük, Thổ Nhĩ Kỳ. Dân số thời điểm năm 2010 là 158 người.